# عدالة إنجابية
العدالة الإنجابية هي مفهوم جرى إحداثه وتحويله إلى حركة تقودها مجموعة ناشطة تدعى سيسترسونج SisterSong. وتعرف هذه المجموعة العدالة الإنجابية بأنها «حق الإنسان في الحفاظ على استقلاله الجسدي، سواء بإنجاب أطفال، أو عدم الإنجاب، وتربية أطفاله داخل مجتمعات آمنة ومستدامة». وبرزت العدالة الإنجابية كاعتبارها قضية نظرًا لأن النساء من الطبقة الدنيا والنساء ذوات البشرة الملونة والنساء الأعضاء في مجتمع الميم (إل جي بي تي) + انتابهن شعور بالإهمال في حركة حقوق المرأة. وبدأت هؤلاء النساء في التعبير عن رغبتهن وحاجتهن إلى العدالة الإنجابية في التسعينات الذي أصبح مفهومًا أكثر شعبية على نطاق واسع بين المدافعين عن حقوق المرأة في أوائل العقد الأول من القرن الحالي. وتشمل العدالة الإنجابية الحق الإنجابي في أن يكون للنساء خيار الإجهاض، ولكن هذا المفهموم يتجاوز المفهوم الخاص بالحركة المناصرة للحق في الاجهاض من خلال الاعتراف أولاً بحقيقة أن المرأة لا تستطيع ممارسة حقوقها الإنجابية إن لم تتحق حقوقها الإنسانية الأخرى. ويدافع الناشطون في مجال العدالة الإنجابية عن حقوق الإنسان الأخرى بما في ذلك، على سبيل المثال لا الحصر، حقوق المهاجرين وحقوق الأشخاص ذوي الإعاقة وحقوق مجتمع الميم (إل جي بي تي).

## إطار العدالة الإنجابية

### الأصل
صيغ مصطلح العدالة الإنجابية في عام 1994 من قبل مجموعة من النساء السود تدعى نساء من أصل أفريقي من أجل العدالة الإنجابية اجتمعوا في شيكاغو لحضور مؤتمر برعاية التحالف المؤيد لحق الاختيار في إلينوي ومؤسسة السيدة للنساء بقصد إعداد بيان استجابة لخطة إدارة كلينتون المقترحة للرعاية الصحية العالمية  تم التخطيط للمؤتمر عن قصد قبل أن يتوجه الحاضرون إلى المؤتمر الدولي للسكان والتنمية في القاهرة، الذي توصل إلى قرارأن حق الفرد في التخطيط لعائلة الفرد يجب أن يكون محوريًا في التنمية العالمية طورت النساء المصطلح على أنه مزيج من الحقوق الإنجابية والعدالة الاجتماعية ، وأطلقوا عليهن اسم نساء من أصل أفريقي من أجل العدالة الإنجابية. أطلقوا إطار العمل من خلال نشر بيان على صفحة كاملة بعنوان النساء السود على إصلاح الرعاية الصحية الشاملة مع أكثر من 800 توقيع في الواشنطن بوست ورول كول يناقش العدالة الإنجابية في نقد لخطة كلينتون للرعاية الصحية. كانت النساء اللائي وضعن إطار العدالة الإنجابية: توني إم. بوند ليونارد، القس ألما كروفورد، إيفلين إس فيلد، تيري جيمس، بيسولا ماريجني، كاساندرا ماكونيل، سينثيا نيوبيل، روس لوريتا روس، إليزابيث تيري، وينيت ب. ويليس، وكيم يونج بلود 

### تعريف اطار العمل
تُعرِّف لوريتا روس، المؤسس المشارك والمنسق الوطني لجمعية سيستر سونغ للنساء في مجال العدالة الإنجابية للألوان من عام 2005 إلى عام 2012، العدالة الإنجابية على أنها إطار أنشأته نساء ناشطات بالألوان لمعالجة كيف يتقاطع العرق والجنس والطبقة والقدرة والجنسية والجنس. كمفهوم، تم إنشاء العدالة الإنجابية من قبل هؤلاء النساء الناشطات من اللون لأنهم شعروا أن النموذج السائد المؤيد للاختيار لا يقابل احتياجاتهم.وذكروا أنهم غير قادرين على ممارسة الخيارات الإنجابية بنفس سهولة نظرائهم الأكثر امتيازاً. بالنسبة إليهم، لم تكن السياسة الإنجابية تتعلق بالاختيار بل بالعدالة غالبًا ما يتم شرح خطاب الإجهاض في الولايات المتحدة من حيث كونه مؤيدًا للاختيار، أي لصالح حقوق الإجهاض أو المؤيد للحياة، أي تفضيل نمو الجنين وحماية حياة الطفل الذي لم يولد بعد ومعارضة الإجهاض.العدالة الإنجابية تتحدى الانقسام المؤيد للاختيار / المؤيد للحياة تفهم العدالة الأنجابية الاختيار كشيء يقسم المرأة في السياسة والممارسة لأنه يفترض أن جميع النساء لديهن قدرة متساوية على اتخاذ نفس الخيارات. لذلك، يتجاهل الاختيار العوامل الهيكلية مثل الوضع الاقتصادي، والعرق، وحالة الهجرة، إلخ. يجادل بعض الباحثين في دراسات المرأة

## السياق التاريخي
صاغت مصطلح "العدالة الإنجابية" لوريتا روس، المؤسسة المشاركة والمنسقة الوطنية في الفترة بين 2005 و2012لمجموعة سيسترسونج SisterSong النسائية للعدالة الإنجابية للنساء ذوات البشرة الملونة. تعرف لوريتا روس العدالة الإنجابية باعتبارها إطارًا أنشأته النساء الناشطات ذوات البشرة الملونة لمعالجة كيفية تداخل وتشابك العرق والنوع الجنساني والطبقة والقدرة والجنس في هذه المسألة. وباعتبار العدالة الإنجابية مفهومًا، أطلقت مصطلح العدالة الإنجابية هؤلاء النساء ذوات البشرة الملونة الناشطات في مجموعة سيسترسونج SisterSong لأنهن شعرن بأن النموذج المهيمن ”للحق في الإجهاض" لم يلبي احتياجاتهن. وأكدن أنهن لم يستطعن ممارسة خيارات إنجابية بسهولة مثل نظرائهن اللواتي يتمتعن بامتيازات أكبر. وترى هؤلاء النساء أن السياسة الإنجابية ليست متعلقة بالاختيار، بل بالعدالة. وتستند العدالة الإنجابية إلى نظرية التقاطع التي تنص على أن الناس لديهم تجارب حياتية وفرص مختلفة تعتمد على كيفية تفاعل فئات الهوية، مثل العرق والطبقة والجنس والجنس، مع بعضها البعض. وتشرح العدالة الإنجابية كيف أن النساء المضطهَدات بسبب هوياتهن المتداخلة تعانين أيضًا من مستويات أعلى من القمع الإنجابي. وهذا يعني أنه غالبًا ما يصعب على النساء المضطهدات الحصول على الرعاية الصحية بسبب عوامل مثل التعليم والدخل والموقع الجغرافي ووضعهن كمهاجرات والحواجز اللغوية المحتملة. وأنشأت النساء الناشطات ذوات البشرة الملونة هذا الإطار لأنهن شعرن أنه لم يكن لديهن أي خيار، أو بالأحرى مساحة مماثلة كنظرائهن المتميزات عندما يتعلق الأمر باتخاذ القرارات بشأن الرعاية الصحية للنساء.

## في الولايات المتحدة الأمريكية

### السلوكيات العرقية المختلفة للجنسين
ركزت المفاهيم الأولية لتحرير المرأة بشكل كبير على التحرر من القوانين القائمة على النوع الجنسي في العصر الفيكتوري. حصرت هذه القوانين النساء البيض في مهام التدبير المنزلي والأمومة والاهتمام بالمنزل دون أي استقلال عن أزواجهن أو أسرهن. لم تنطبق هذه القواعد والقيود الأنثوية بنفس الطريقة على النساء السود وغيرهن من النساء الملونات. لم تعط النساء السود مهام الاهتمام بالأسرة. كتبت ستيفاني فلوريس في مجلة أندر غراديويت التابعة لمركز أثينا للدراسات في كلية بارنارد: «لم يُنظر إلى السود على أنهم بشر، بل أقل من البشر» وكان استخدام وسائل منع الحمل غير مقبول اجتماعيًا بالنسبة للنساء السود نظرًا لواجبهن في إنتاج المزيد من العبيد.
لم تُمنح النساء السود أو البيض استقلالية جسدية كاملة فيما يتعلق بصحتهن الإنجابية، لكنهن عانين من قلة الحرية بشكل متفاوت بينهنَّ، وبرهن ذلك على الحاجة إلى حركة مطلبية قادرة على تلبية الحاجات والتحديات الفريدة التي تواجهها النساء السود. وبالمثل واجهت النساء اللاتينيات والعرب ونساء جزر آسيا والمحيط الهادئ جميعهن معايير مختلفة للتفرقة الجنسية على أساس العرق أو الإثنية. ومع ذلك فإن الفجوة بين النساء البيض (الفئة الأكثر حظًا) والنساء السود (أكثر النساء بؤسا على الإطلاق) في الولايات المتحدة الأمريكية كانت دائمًا الأوسع.

### التعقيم القسري وتحديد النسل
كان المفهوم السائد في بداية حركات حقوق المرأة السائدة في الولايات المتحدة الأمريكية أن الحقوق الإنجابية هي الحقوق القانونية التي تتعلق بالإجهاض وتدابير منع الحمل مثل تحديد النسل. ركز معظم المدافعين البيض عن حقوق الإنسان في البداية والمنظمات التي تناضل من أجل إقرار الحقوق الإنجابية بشكل واضح تقريبًا على هذه الأهداف، مما أدى إلى استبعاد النساء السود بشكل كبير وطويل الأمد من حقوق المرأة السائدة.
عزلت حركة تحديد النسل في الولايات المتحدة الأمريكية في بدايتها النساء السود بعدة طرق. لبّى دعاة هذه الحركة بشكل رئيسي احتياجات النساء البيض لأن قادتها كانوا من البيض غالبًا. وبالإضافة إلى ذلك نشر القوميون البيض في أوائل القرن العشرين مفهوم (الانتحار العرقي) للدلالة على الخوف من أن تتسبب النساء البيض اللواتي يستخدمن تحديد النسل بتقليل عدد ولادات البيض مما يحد من قوة وتحكم الأشخاص البيض في الولايات المتحدة الأمريكية. استُكمل هذا المفهوم بسجل التعقيم القسري والإكراه للنساء حول العالم بما في ذلك في الولايات المتحدة الأمريكية. حدثت حالات التعقيم القسري في الولايات المتحدة الأمريكية طوال القرن العشرين واستهدفت النساء المصابات بفيروس نقص المناعة البشرية المكتسب والنساء اللواتي ينتمين إلى أقليات عرقية والنساء ذوات الإعاقة والنساء الفقيرات. أخذت الموافقة على التعقيم من النساء اللواتي يتعرضن لظروف مؤلمة (أثناء الولادة) أو أخذت الموافقة في بعض الأحيان دون تقديم جميع المعلومات اللازمة بشأن التعقيم. لم تؤخذ موافقة المرأة في بعض الحالات وأجريت العملية خلال تلقي المرأة عملية قيصرية. مُولت عمليات التعقيم في الغالب من التمويل العام في العديد من الولايات في الولايات المتحدة الأمريكية وقضت على بعض القبائل الأمريكية الأصلية. «أدركت الحركة النسوية المنتشرة حينها أن التعقيم القسري يمثل مشكلة للنساء السود لكنها استمرت في المطالبة بتسهيل منح الموافقة على عمليات التعقيم والإجهاض لأنفسهن. أثرت مطالباتهم بشكل مباشر وسلبي على النساء السود حيث أخفقن في إقرار وتوفير احتياجات النساء السود في الحماية من المستشفيات والمسؤولين الحكوميين الذين كانوا يجبرون النساء السود على الحد من تكاثرهن». ساهمت آثار الإبادة الجماعية وعمليات التعقيم القسري دون وعي ضمن حركة تحديد النسل في إنتاج التحديات المختلفة التي واجهتها النساء الملونات. أسفرت أيضًا عن اعتراض الرجال السود ضد اتخاذ النساء السود القرارات الشخصية حول استخدام وسائل منع الحمل والإجهاض بدلاً من إنتاج المزيد من الأطفال السود لبناء المجتمع. قسّم ذلك المجتمع الأسود بشكل كبير.
تبنت حركة تحديد النسل بشكل أساسي فكرة دعم المرأة حتى تحصل على الحرية والمساواة من خلال وصولها بشكل قانوني إلى خدمات تنظيم الأسرة مما يمكن أن يساعد في انتشالهن من الفقر. في حين أن هذا قد يكون صحيحًا بشكل كامل أو جزئي بالنسبة لبعض النساء البيض اللواتي لم يتعرضن للتمييز العنصري أو الطبقي كان لدى النساء السود الكثير من العوائق التي تعترض طريق التحرر الخاص بهن كون بشرتهن سوداء في مجتمع عنصري غير متكافئ.

## على النطاق العالمي

### تدخل الأمم المتحدة
توجد عدة منظمات تحت مظلة الأمم المتحدة تهدف لتحقيق العدالة الإنجابية أو دعمها. تشدد اتفاقية القضاء على جميع أشكال التمييز ضد المرأة على حقوق المرأة في الصحة الإنجابية وفي اختيار «عدد الأطفال والمباعدة بينهم» بالإضافة لحقهن في الحصول على الموارد التي تسمح لهن بالإنجاب. تطرقت اتفاقية مناهضة التعذيب وجميع أنواع المعاملة القاسية أو اللاإنسانية إلى موضوع «حرمان النساء من حقوق وخدمات تنظيم الأسرة».
كما ترعى الأمم المتحدة مؤتمرات واجتماعات تخص موضوع تمكين المرأة، وأدت هذه الحركات إلى تقدم حركة العدالة الإنجابية. مثل: المؤتمر الدولي للسكان والتنمية.

### المؤتمرات التي عُقدت في القاهرة وبكين
كان مؤتمر الأمم المتحدة الدولي للسكان والتنمية (ICPD) الذي انعقد في القاهرة في مصر عام 1994 بمثابة تحول كبير إلى تطبيق مجموعة من السياسات المتعلقة بالسكان والتي أعطت أولوية عالية للحقوق الجنسية والإنجابية للمرأة.
ركزت الجهود الدولية قبيل انعقاد المؤتمر الدولي للسكان والتنمية على قياس النمو السكاني وإيجاد حلول تعالج تحدياته على السياسة الصارمة والقسرية في تحديد النسل الإجباري وتقديم الخدمات الصحية للأشخاص الذين جرى تعقيمهم. أعلن برنامج العمل الذي نتج عن مؤتمر القاهرة عام 1994 «عن الخروج عن استراتيجيات التعقيم القسري». وأكد على «الحقوق الأساسية في اتخاذ قرارات الإنجاب ورعاية الصحة الإنجابية» وقدم خطوط العمل العريضة للمنظمات الشعبية في الولايات المتحدة الأمريكية لإطلاق حركة تهدف لتحقيق العدالة الإنجابية.
عُقد مؤتمر الأمم المتحدة العالمي الرابع للمرأة في بكين بعد المؤتمر الدولي للسكان والتنمية بعام (في عام 1995)، ودعا إلى دعم جميع النساء بشكل كامل. وحمّل الدول مسؤولية ضمان حقوق الإنسان لجميع النساء ومن بينها الحق في الرعاية الصحية الجنسية والإنجابية. كما أكد على نتائج مؤتمر بكين للعدالة الإنجابية من خلال دعوة الدول إلى إعادة النظر في القوانين التي تعاقب النساء على الإجهاض.

### الأهداف الإنمائية في هذه الألفية
وُضع إعلان الألفية الصادر في سبتمبر عام 2000 والأهداف الإنمائية الثمانية للألفية التي ظهرت نتيجة للإعلان المبني على إطار حقوق الصحة الجنسية والإنجابية قبل صدوره بخمس سنوات. تمحورت الأهداف الإنمائية الثالث والخامس حول تعزيز المساواة بين الجنسين ودعم المرأة وتحسين صحة الأم، وجسدا مبادئ العدالة الإنجابية من خلال «توفير خيارات الصحة الجنسية والإنجابية الآمنة للأفراد والأزواج بما فيها القرارات المتعلقة بحجم الأسرة واختيار سن الزواج». وأكدت الوثيقة الختامية لمؤتمر القمة العالمي لعام 2005 من جديد الصلة بين الأهداف الإنمائية للألفية ودعمها للعوامل الاجتماعية الكثيرة التي عززت العدالة الإنجابية عن طريق إلزام البلدان المشاركة بمؤتمر الصحة الإنجابية بتحقيق جميع الأهداف الإنمائية الثمانية للألفية. لاحظ المدافعون عن العدالة الإنجابية أنها أمر بالغ الأهمية لتُدرج في الأهداف الإنمائية للألفية.